# Stine Lise Hattestad
Stine Lise Hattestad, po mężu Bratsberg (ur. 30 kwietnia 1966 w Oslo) – norweska narciarka specjalistka narciarstwa dowolnego. Zdobyła złoty medal w jeździe po muldach na igrzyskach olimpijskich w Lillehammer, a na igrzyskach olimpijskich w Albertville była trzecia w tej samej konkurencji. Startowała także w jeździe po muldach na igrzyskach olimpijskich w Calgary, gdzie zajęła czwarte miejsce, jednakże narciarstwo dowolne było wtedy tylko sportem pokazowym. Ponadto wywalczyła złoty medal w jeździe po muldach podczas mistrzostw świata w Altenmarkt. Najlepsze wyniki w Pucharze Świata osiągnęła w sezonach 1989/1990 i 1985/1986, kiedy to zajmowała 5. miejsce w klasyfikacji generalnej. W sezonach 1987/1988 oraz 1992/1993 zdobyła małą kryształową kulę w klasyfikacji jazdy po muldach.
W 1994 r. zakończyła karierę.

## Osiągnięcia

### Igrzyska olimpijskie
| Miejsce | Dzień     | Rok  | Miejscowość | Konkurencja      | Zwycięzca        |
| ------- | --------- | ---- | ----------- | ---------------- | ---------------- |
| 3.      | 13 lutego | 1992 | Albertville | Jazda po muldach | Donna Weinbrecht |
| 1.      | 12 lutego | 1994 | Lillehammer | Jazda po muldach | -                |

### Mistrzostwa świata
| Miejsce | Dzień     | Rok  | Miejscowość | Konkurencja      | Zwycięzca        |
| ------- | --------- | ---- | ----------- | ---------------- | ---------------- |
| 9.      | 2 lutego  | 1986 | Tignes      | Jazda po muldach | Mary-Jo Tiampo   |
| 10.     | 6 lutego  | 1986 | Tignes      | Balet narciarski | Jan Bucher       |
| 6.      | 12 lutego | 1991 | Lake Placid | Jazda po muldach | Donna Weinbrecht |
| 1.      | 13 marca  | 1993 | Altenmarkt  | Jazda po muldach | -                |

### Puchar Świata

#### Miejsca w klasyfikacji generalnej
- sezon 1984/1985: 67.
- sezon 1985/1986: 5.
- sezon 1986/1987: 10.
- sezon 1987/1988: 6.
- sezon 1988/1989: 15.
- sezon 1989/1990: 28.
- sezon 1990/1991: 10.
- sezon 1991/1992: 7.
- sezon 1992/1993: 8.
- sezon 1993/1994: 10.

#### Miejsca na podium
1. Tignes – 8 grudnia 1986 (Jazda po muldach) –  3. miejsce
2. Mont Gabriel – 10 stycznia 1987 (Jazda po muldach) –  3. miejsce
3. Calgary – 30 stycznia 1987 (Jazda po muldach) –  3. miejsce
4. Mariazell – 21 lutego 1987 (Jazda po muldach) –  3. miejsce
5. Voss – 28 lutego 1987 (Jazda po muldach) –  3. miejsce
6. Oberjoch – 7 marca 1987 (Jazda po muldach) –  2. miejsce
7. La Clusaz – 23 marca 1987 (Jazda po muldach) –  2. miejsce
8. Inawashiro – 30 stycznia 1988 (Jazda po muldach) –  3. miejsce
9. Madarao – 6 lutego 1988 (Jazda po muldach) – 1. miejsce
10. Oberjoch – 5 marca 1988 (Jazda po muldach) – 1. miejsce
11. La Clusaz – 10 marca 1988 (Jazda po muldach) –  2. miejsce
12. Hasliberg – 19 marca 1988 (Jazda po muldach) –  2. miejsce
13. Tignes – 9 grudnia 1988 (Jazda po muldach) –  2. miejsce
14. La Plagne – 17 grudnia 1988 (Jazda po muldach) – 1. miejsce
15. Lake Placid – 13 stycznia 1989 (Jazda po muldach) – 1. miejsce
16. Breckenridge – 28 stycznia 1989 (Jazda po muldach) –  3. miejsce
17. La Plagne – 30 listopada 1990 (Jazda po muldach) –  3. miejsce
18. Tignes – 6 grudnia 1990 (Jazda po muldach) –  3. miejsce
19. Zermatt – 15 grudnia 1990 (Jazda po muldach) –  3. miejsce
20. Voss – 9 marca 1991 (Jazda po muldach) –  3. miejsce
21. Hundfjället – 23 marca 1991 (Jazda po muldach) –  2. miejsce
22. Tignes – 6 grudnia 1991 (Jazda po muldach) –  2. miejsce
23. Zermatt – 12 grudnia 1991 (Jazda po muldach) –  3. miejsce
24. Piancavallo – 17 grudnia 1991 (Jazda po muldach) –  2. miejsce
25. Breckenridge – 18 stycznia 1992 (Jazda po muldach) –  3. miejsce
26. Oberjoch – 1 lutego 1992 (Jazda po muldach) –  2. miejsce
27. Inawashiro – 29 lutego 1992 (Jazda po muldach) –  2. miejsce
28. Madarao – 7 marca 1992 (Jazda po muldach) –  3. miejsce
29. Altenmarkt – 13 marca 1992 (Jazda po muldach) –  3. miejsce
30. Breckenridge – 16 stycznia 1993 (Jazda po muldach) – 1. miejsce
31. Lake Placid – 22 stycznia 1993 (Jazda po muldach) – 1. miejsce
32. Le Relais – 30 stycznia 1993 (Jazda po muldach) – 1. miejsce
33. La Clusaz – 11 lutego 1993 (Jazda po muldach) –  2. miejsce
34. Hasliberg – 20 lutego 1993 (Jazda po muldach) –  2. miejsce
35. La Plagne – 25 lutego 1993 (Jazda po muldach) –  2. miejsce
36. Livigno – 17 marca 1993 (Jazda po muldach) – 1. miejsce
37. Lillehammer – 27 marca 1993 (Jazda po muldach) –  2. miejsce
38. Lillehammer – 27 marca 1993 (Jazda po muldach) – 1. miejsce
39. La Plagne – 21 grudnia 1993 (Jazda po muldach) –  3. miejsce
40. La Plagne – 21 grudnia 1993 (Jazda po muldach) –  3. miejsce
41. Whistler Blackcomb – 8 stycznia 1994 (Jazda po muldach) –  2. miejsce
42. Lake Placid – 21 stycznia 1994 (Jazda po muldach) –  2. miejsce
43. Lake Placid – 21 stycznia 1994 (Jazda po muldach) – 1. miejsce
44. Le Relais – 29 stycznia 1994 (Jazda po muldach) –  2. miejsce
45. Le Relais – 29 stycznia 1994 (Jazda po muldach) –  3. miejsce
46. Hundfjället – 8 lutego 1994 (Jazda po muldach) – 1. miejsce
47. Hundfjället – 8 lutego 1994 (Jazda po muldach) – 1. miejsce
48. Altenmarkt – 4 marca 1994 (Jazda po muldach) –  2. miejsce
49. Altenmarkt – 4 marca 1994 (Jazda po muldach) –  3. miejsce
50. Kirchberg in Tirol – 6 marca 1994 (Jazda po muldach) – 1. miejsce
51. Kirchberg in Tirol – 6 marca 1994 (Jazda po muldach) –  2. miejsce
52. Hasliberg – 12 marca 1994 (Jazda po muldach) –  2. miejsce

- W sumie 13 zwycięstw, 20 drugich i 19 trzecich miejsc.